# Hypochrysops lucilla
Hypochrysops lucilla is een vlinder uit de familie van de Lycaenidae. De wetenschappelijke naam van de soort is voor het eerst geldig gepubliceerd in 1971 door D'Abrera.